# Kaehwa Sasang
Le Kaehwa Sasang (hangeul : 개화사상 ; hanja : 開化思想) désigne les mouvements d'idées qui émergent au XIXe siècle dans la Corée de l'ère Joseon, et qui à l'image des Lumières européennes cherchent à moderniser l'État coréen. Plusieurs sources de modernité sont prises comme sources d'inspiration, de la Chine des Ming (Pukhak) aux puissances européenne, puis au Japon après le traité de Ganghwa de 1876.